# Centre de Documentació i Museu de les Arts Escèniques
Le Centre de Documentació i Museu de les Arts Escèniques (Centre de documentation et Musée des Arts scéniques) est une institution de Barcelone consacrée aux arts de la scène.
Il regroupe une grande bibliothèque, des archives et des collections de musées qui appartiennent à l'Institut du Théâtre et qui sont spécialisées dans les domaines du théâtre, de la danse, de l'opéra, de la zarzuela, des variétés, de la magie, du cirque et des manifestations para-théâtrales.
Ses fonds bibliographiques et documentaires sont parmi les plus importants d'Europe. Parmi ses collections, on trouve des œuvres du domaine catalan et des œuvres du siècle d'or espagnol. Il dispose également d'autres collections notoires (affiches et programmes de poche, photographies, théâtres miniatures, esquisses scénographiques et figurisme) dont la diffusion se fait souvent au travers d'expositions temporaires et par internet, puisque, actuellement, il ne dispose pas d'exposition permanente.
Le musée est membre de la SIBMAS (Société Internationale des Bibliothèques et des Musées des Arts du Spectacle) et l'ENICPA (European Network of Information Centres of the Performing Arts). Il participe au Projet Européen ECLAP. En Catalogne, il participe à différents projets du Consortium des Bibliothèques Universitaires de la Catalogne.

## Histoire
Le musée doit ses origines à Marc Jesús Bertran, critique de théâtre et musical. En 1912, il présente un projet à la Ville de Barcelone et à l'Intercommunalité puis commence à recueillir des objets et des documents liés au monde des arts scéniques.
En 1923, le musée du théâtre, de la danse et de la musique de Barcelone est officiellement créé et Bertran en devient le premier directeur. La première salle ouverte au public est située au palais des beaux-arts.
En 1923, le Musée fait désormais partie de l'École Catalane d'Art Dramatique fondée dans le cadre de la politique culturelle promue par le Conseil Régional de Barcelone, présidé par Enric Prat de la Riba et ayant été à l'origine de l'Institut du Théâtre de Barcelone.
En 1936, un nouvel espace d'exposition permanente est inauguré à la Maison de la Miséricorde de la rue Elisabets de Barcelone, qui resterait ouvert jusqu'en 1945, date à laquelle il serait transféré, avec la Bibliothèque historique, au palais Güell.
Au cours de ces années, les fonds du Musée et de la Bibliothèque n'ont cessé de croître, thésaurisant des milliers de pièces documentaires, des manuscrits inédits, des esquisses scénographiques, des photographies, des affiches, des programmes de poche, des figurines, entre autres. Il convient de souligner l'incorporation, en 1968, de la bibliothèque et du fonds documentaire d'Artur Sedó (1881-1965), un bibliophile et entrepreneur catalan issu du monde du textile. Ce fonds, composé de plus de 90 000 titres, ferait du Musée un des centres les plus importants d'Europe pour ses fonds bibliographiques théâtraux, avec, notamment, le fonds de théâtre catalan de la fin du XIXe et du début du XXe siècle et du théâtre du siècle d'or espagnol.
À la fin des années 1990, le palais Güell fait l'objet de travaux de remaniement et le siège du MAS est provisoirement transféré à la rue Almogàvers, dans le quartier du Poblenou, en attendant la construction de ce qui devait être le siège définitif de l'Institut du théâtre à Montjuïc (Barcelone).
Le nouveau bâtiment est inauguré en l'an 2000. Il abrite désormais le musée, la bibliothèque historique, les Archives et la bibliothèque universitaire, et prend alors le nom qu'il porte actuellement. Dès lors, le musée s'est essentiellement consacré à documenter le fonds et a entamé sa numérisation. En 2010, plus de 20 000 images se trouvaient disponibles sur Internet.
En mars 2011, un accord était signé entre la Ville de Barcelone et le Conseil régional de Barcelone. Aux termes de cet accord, la mairie cédait le bâtiment de la maison de la presse, ouvrage de l'architecte Pere Domènech i Roura, construit pour l'Exposition internationale de 1929, afin d'y installer l'exposition permanente du musée. Un an plus tard, au mois d'août 2012, la coordinatrice de la Culture du Conseil régional de Barcelone, Rosa Serra, annonçait la congélation du projet « par mesure de prudence »
Les bâtiments du musée

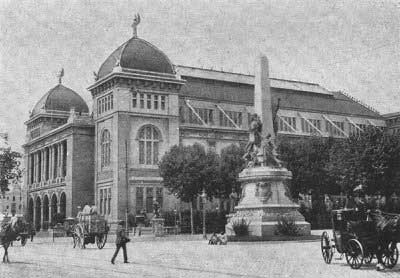
Palau de les Belles Arts (1923-1936)
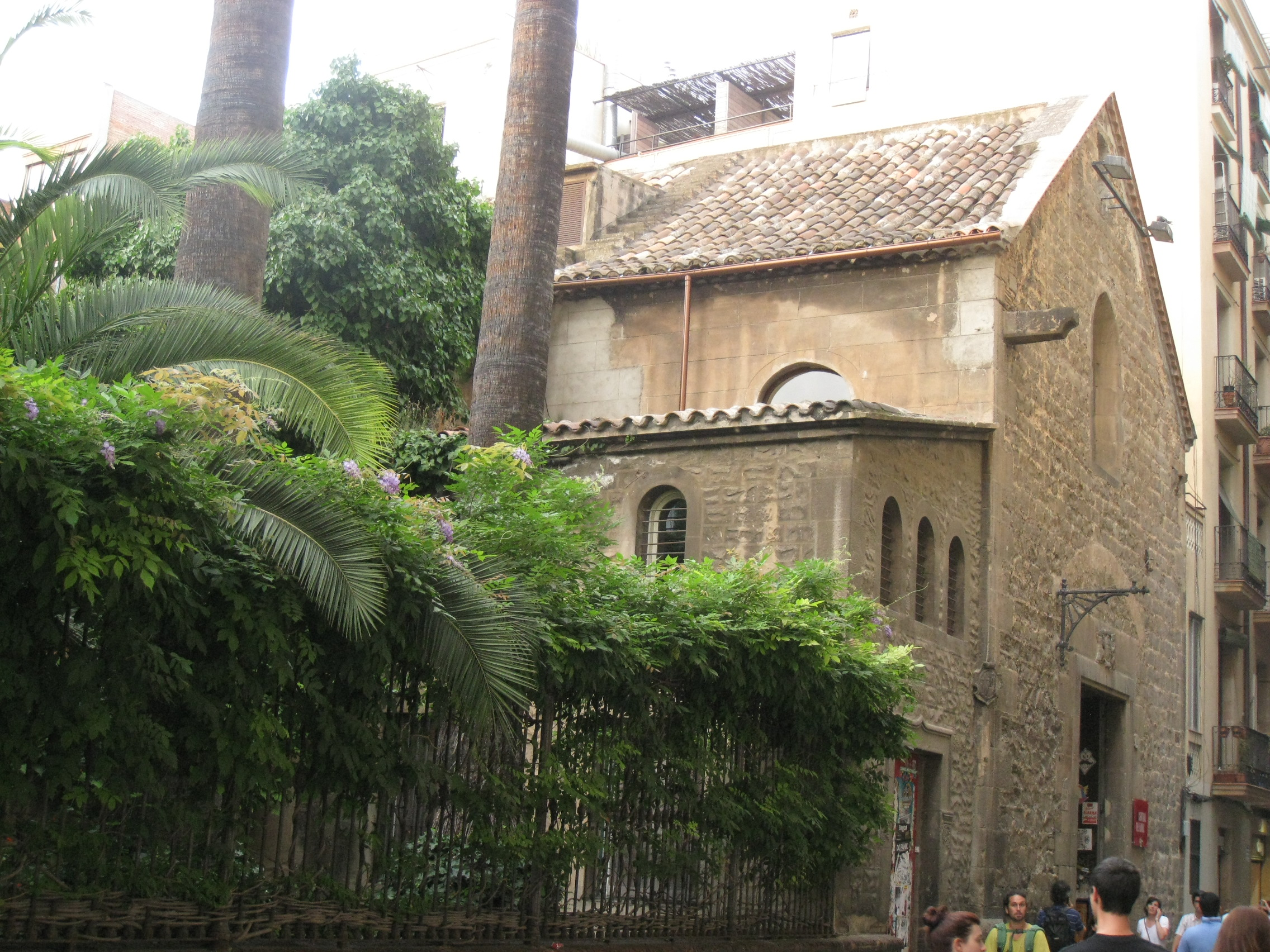
Casa de la Misericordia (1940-1954)
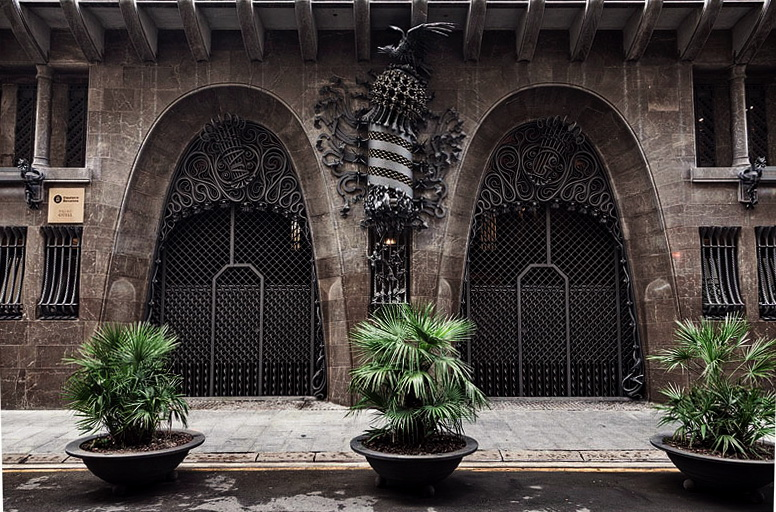
Palais Güell (1954-1996)
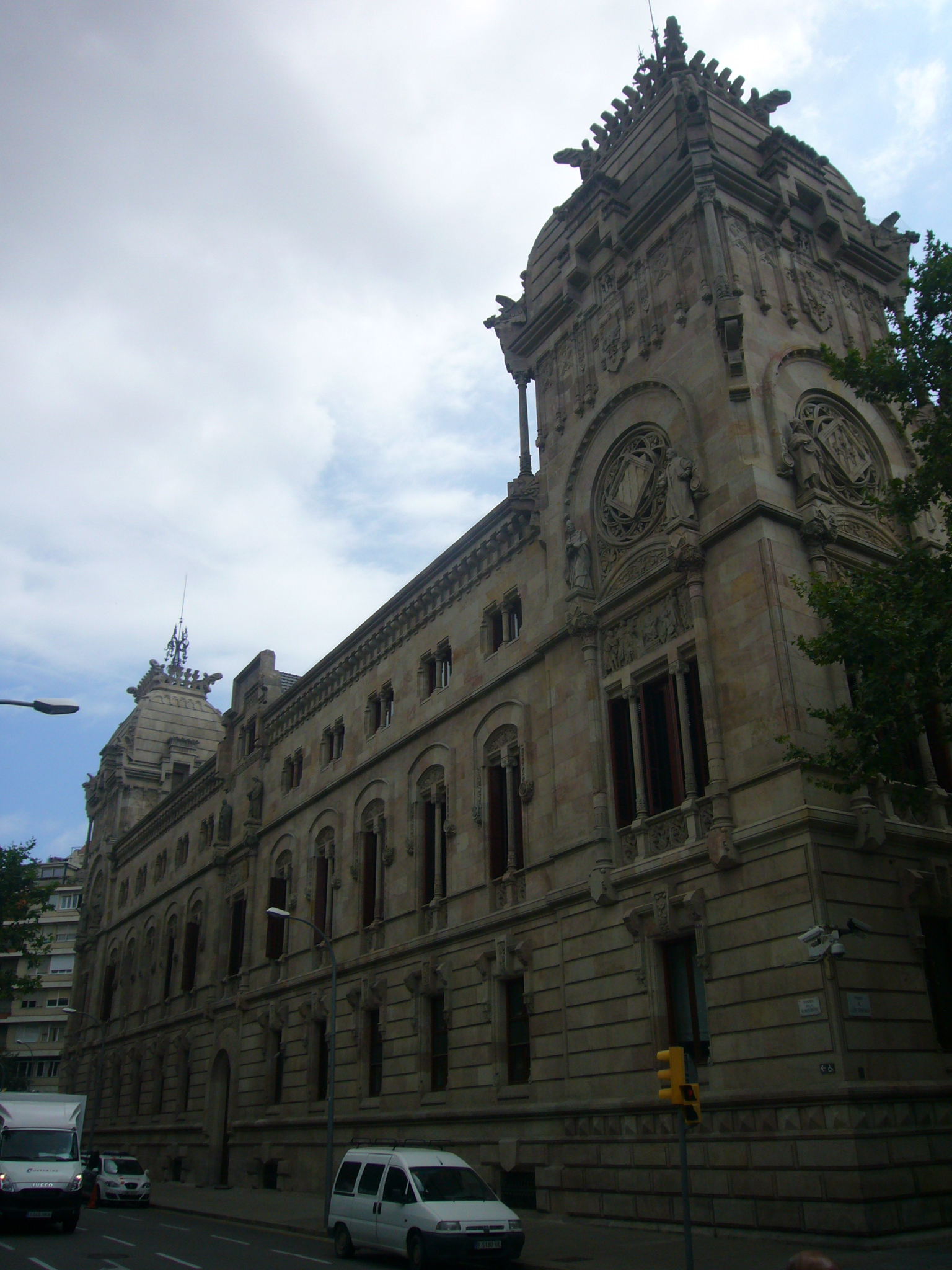
Magatzem del Carrer almogàvers (1996-2000)
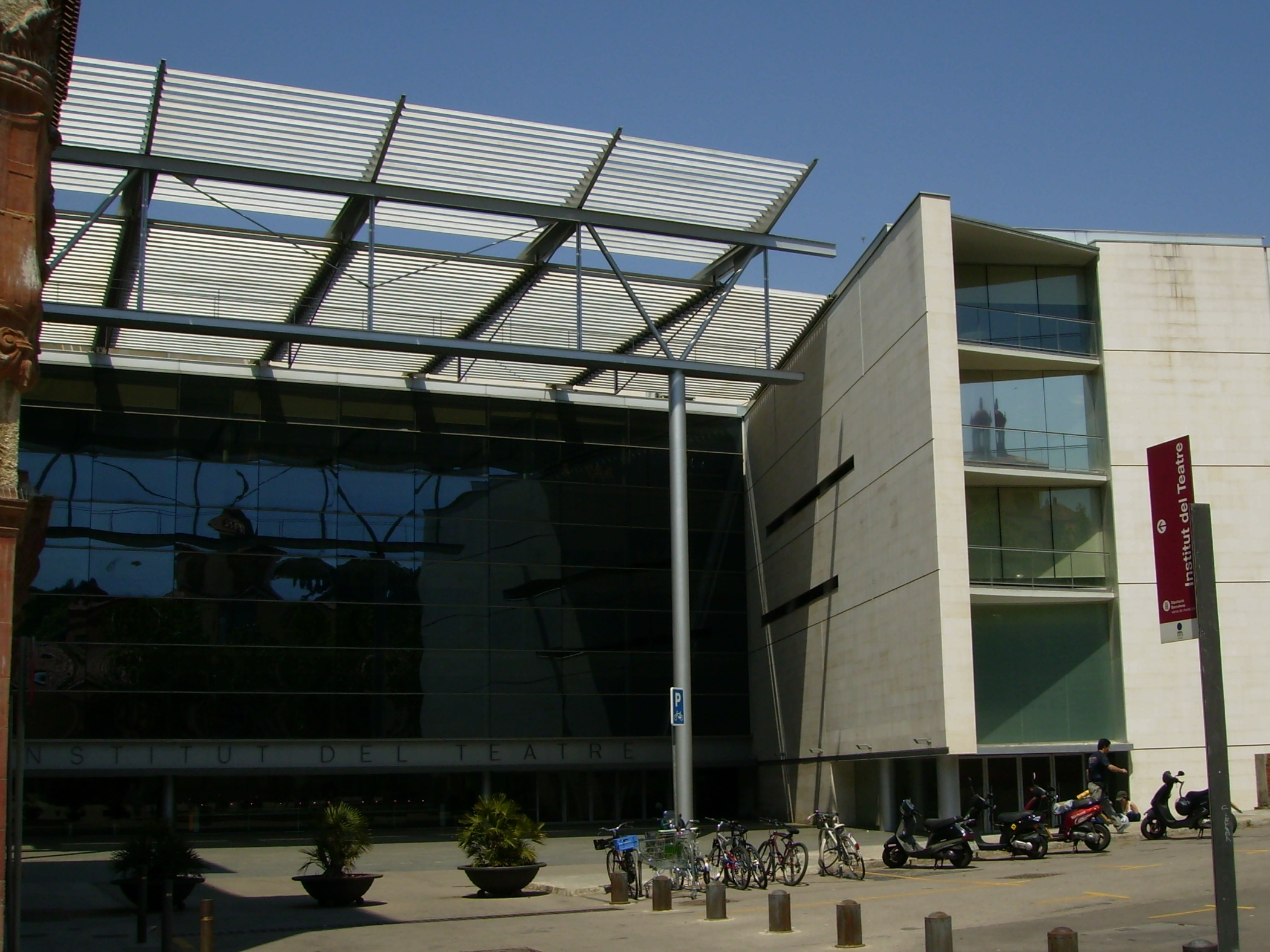
Institut del Teatre (2001-20??)
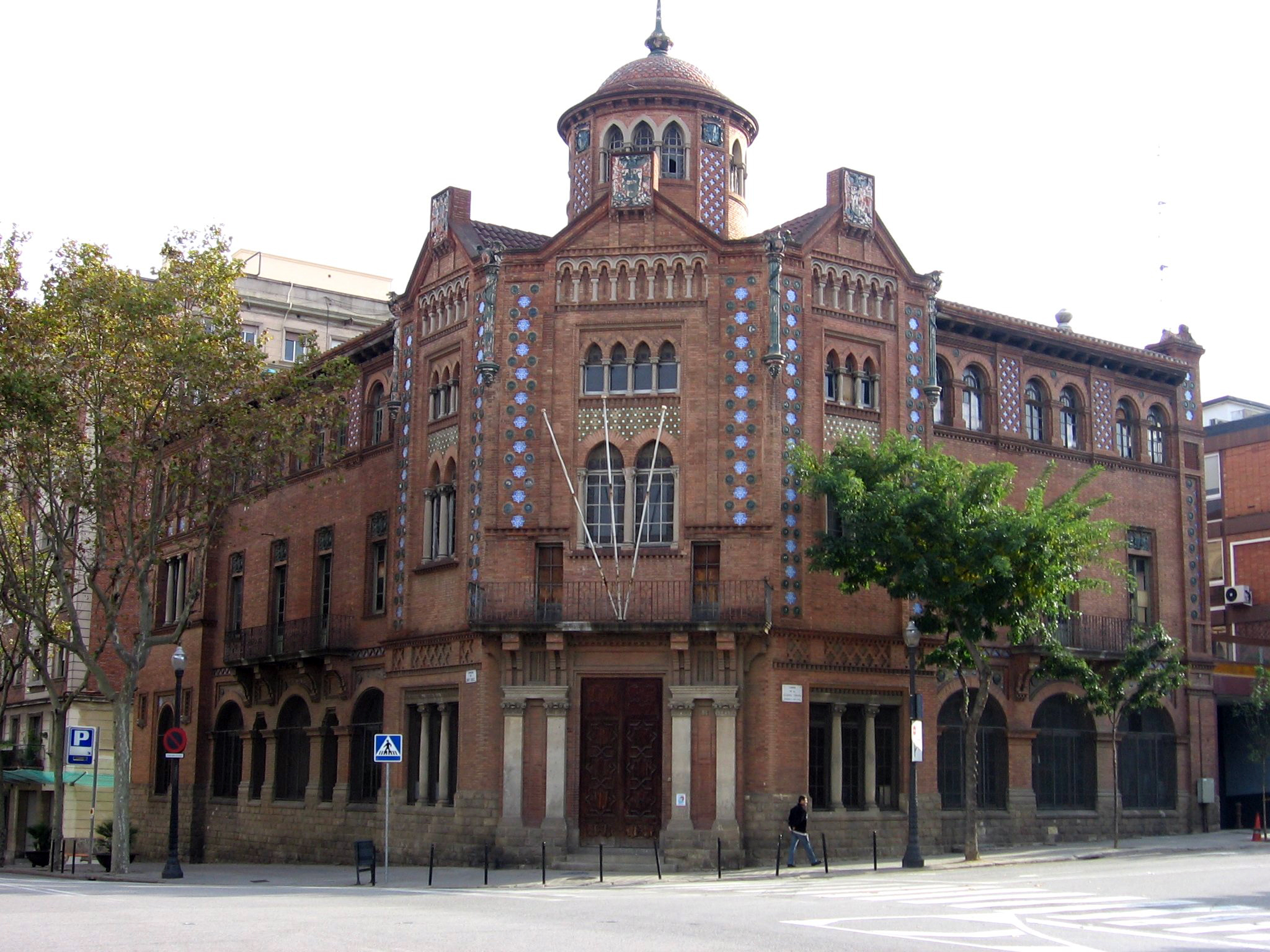
Palau de la Premsa (20??)

## Objectif
L'objectif du musée est de préserver la mémoire des arts scéniques de la Catalogne en recueillant toute la documentation s'y trouvant liée (textes, programmes de poche, esquisses scénographiques, figurines, costumes, etc.) et en apportant son soutien à l'enseignement et à la recherche menés dans les différents centres d'enseignement de l'Institut du Théâtre ; d'assurer la diffusion des fonds et de préserver les fonds bibliographiques, muséologiques et des archives ; et de répondre aux demandes d'informations relatives aux arts scéniques catalans.

## Collection
Le MAS dispose d'un fonds très divers en termes de typologie et de collections, avec plus de 500 000 pièces acquises tout au long de son histoire.

## Fonds

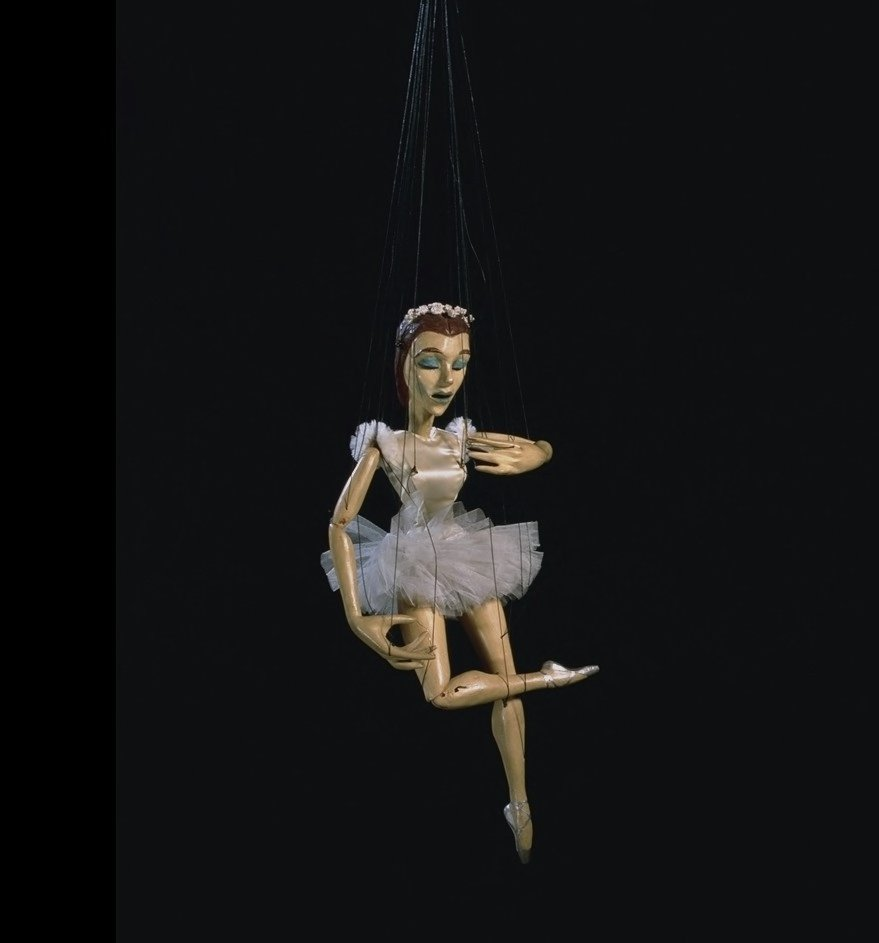
Danseur classique du Vernon Harry Tozer.

Fonds bibliographique et audiovisuel :il se compose d'environ 125 000 volumes, de 5 000 manuscrits et de documents divers tels que des autographes, des épîtres, des contrats, etc. Il convient tout particulièrement de citer le fonds Aureliano Fernández Guerra, qui compte 190 volumes de 12 œuvres chacun, et constitués par des imprimés et des manuscrits ; le fonds Ducs d'Osuna ; le fonds Emilio Cotarelo Mori, qui se compose de près de 3 000 titres qui forment une typologique quant à ce que l'on appelle le « théâtre mineur », dans des éditions rares du XVIIe siècle, avec aussi souvent des annotations autographes ; le fonds Pedro Salvà et Ricardo Heredia, une collection créée au milieu du XIXe siècle, à Paris, par le marchand de livres Pedro Salvà, avec notamment ses ouvrages de théâtre mineur (intermèdes, éloges, pas, danses et églogues) regroupés en douze volumes de petit format ; le fonds Joaquin Montaner, de théâtre mineur des XVIe et XVIIe siècles ; le fonds Josep Canals, entrepreneur propriétaire de différents théâtres barcelonais (Novetats, Principal, Romea et Tívoli) ; de leurs archives sont issus de nombreux ouvrages manuscrits inédits qui offrent une bonne vue d'ensemble sur le répertoire catalan du premier tiers du XXe siècle ; fonds Lluís Millà, qui se compose de près de 5 000 titres retraçant toute l'histoire du théâtre catalan des XIXe et XXe siècles. Citons d'autres sources importantes telles que la Maison García Rico et la Compagnie de Madrid ; Enrique Giménez (qui comprend des textes théâtraux, des programmes, des dessins et des manuscrits originaux) ; Givanel i Mas, dont quelques pièces provenant des fonds de cet important cervantiste catalan ; Díaz Escobar, avec des pièces se rapportant à des acteurs du XIXe siècle et quelques comédies isolées ; Lasso de la Vega, humaniste et républicain andalou ; Eduardo Marquina, avec un fonds de 200 ouvrages manuscrits et imprimés ; et le fonds Fernández Shaw, avec un important répertoire de zarzuelas, entre autres. Il existe aussi un accès à l'International Bibliography of Theatre & Dance.
- Fonds audiovisuel : il se compose de plus de 10 000 enregistrements de vidéo, de sonet multimédias, dont le nombre de cesse de croître ; son but est de donner un support visuel et d'audio à l'étude, à l'enseignement et à la recherche, ainsi qu'à la création et à la production de spectacles.Dans ce fonds sont conservées les propres productions de l'Institut, avec, essentiellement, les ateliers de théâtre et de danse et d'autres activités telles que des thèses de fin d'études, des séminaires, des conférences ou des workshops, entre autres[10].
- Affiches :Le musée conserve plus de 5 000 affiches issues du domaine du théâtre d'origines diverses et du cadre géographique européen, datant du XIXe siècle à nos jours.Il convient de citer les affiches des Ballets russes des représentations ayant eu lieu à Barcelone en 1918 et en 1925.
- Fonds scénographique : il compte plus de 8 000 documents et retrace largement la période des ateliers des peintresscénographes de Barcelone de la fin du XIXe et début du XXe siècle, ce fonds s'étant accru au cours de la deuxième moitié du XXe siècle jusqu'à nos jours. Il convient de citer les œuvres d'auteurs tels que Francesc Soler i Rovirosa, Oleguer Junyent, Salvador Alarma, Maurici Vilomara, Joan Morales, Fèlix Urgellés, Fabià Puigserver ou Sigfrid Burmann. Cette collection peut être consultée à travers la Scène Numérique[11].
- Fonds de figurisme : il se compose de plus de 7 300 dessins créés par des auteurs tels que Francesc Soler i Rovirosa, Apel·les Mestres, Trabal Altés, Álvaro de Retana, Lluís Labarta, María Araujo o Alexandre Soler. Il convient de citer les plus de 1 300 figurines créées par Fabià Puigserver ou les dessins de Marià Andreuet de l'auteur de bandes dessinées Nazario[12].
- Collection de pantins et de marionnettes : elle se compose de 437 pièces issues de l'art de la marionnette, dont notamment des objets des collections de Didó (Ezequiel Vigués), Anglès, Guinovart, Ingeborg, Vergés et les pièces du marionnettiste H.V. Tozer, retraçant spécialement le marionnettisme catalan de la moitié du XXe siècle.
- Fonds de costumes : le MAS thésaurise un fonds de plus de 1 000 costumes de différents artistes de théâtre. Il convient de citer les collections des acteurs Enric Borràs et Margarita Xirgu, celles des danseuses Tórtola Valencia et Carmen Amaya, et celles du baryton Celestino Sarobe, du ténor Francesc Viñas et de la soprano Victoria de los Ángeles.
- Archives photographiques : elle conserve des reportages de spectacles et des photographies de personnages liés aux arts scéniques et contient plus de 150 000 images de spectacles, d'acteurs, de chanteurs lyriques, de compositeurs, d'instrumentistes, de scénographes, d'auteurs littéraires, etc.
- Fonds pictural : il se compose d'environ 500 pièces de différentes typologies artistiques(dessins, peintures, gravures) et d'origines variées. Il convient de citer les pièces de Ramon Casas, de Santiago Rusiñol et de Marià Andreu.
- Programmes de poche : cette collection se compose de près de 100 000 imprimés des spectacles représentés aux théâtres de Barcelone, de la Catalogne et du reste de l'État, de 1860 à nos jours.
- Fonds personnels : Aurora Pons, Colita, Enric Guitart, Fabià Puigserver, Franz Joham, Gonzalo Pérez de Olaguer, Mary Santpere, Masó Majó, Mestres Cabanes, Victoria de los Ángeles, Xavier Regàs i Castells.
- Fonds institutionnels : théâtre el Molino, théâtre royal, théâtre Romea, centre dramatique Vallès

## Expositions temporaires
Le musée ne dispose pas actuellement d'une zone d'affichage de la collection permanente et déploie ses fonds avec des expositions temporaires:
| Année | exposition | Ref.   |
| ----- | --- | ------ |
| 2000  | La Creació de l'Efímer | [ 13 ] |
| 2001  | Teatre Auri i Espais Verdians | [ 13 ] |
| 2002  | Colita, imatges de teatre i José de Udaeta                                                                                                 | [ 13 ] |
| 2003  | 40 anys de Joglars | [ 13 ] |
| 2003  | Joan Magrinyà, una vida en dansa | [ 13 ] |
| 2004  | Txèkhov | [ 13 ] |
| 2007  | L'auca del senyor Rusiñol: la peripècia teatral d'un artista múltiple Biblioteca de Catalunya i Sala Vaixells. Palau Maricel (ca). Sitges) | [ 14 ] |
| 2007  | Arts de Màgia, la col·lecció dels germans Roca                                                                                             | [ 15 ] |
| 2008  | Terra baixa | [ 16 ] |
| 2009  | Recordant els Ballets Russos (Théâtre national de Catalogne i seu Barcelona de l'Institut).                                                | [ 17 ] |
| 2009  | Els fons del Centre de Documentació i Museu de les Arts Escèniques (MAE) de l’Institut del Teatre                                          | [ 18 ] |
| 2010  | Personatges d'Amadeu Ferré | [ 19 ] |
| 2010  | Pawel Rouba, el gest que perdura | [ 20 ] |
| 2010  | Mestres Cabanes, escenògraf | [ 21 ] |
| 2011  | Fabià Puigserver, teatre d'art en llibertat                                                                                                | [ 22 ] |
| 2013  | Adrià Gual (1872-1943), el perfum d'una època                                                                                              | [ 23 ] |

## Bibliothèque et archives
Le centre de documentation et musée des arts scéniques dispose de 3 bibliothèques : l'une est située à Barcelone, l'autre à Terrassa et la troisième à Vic. En 2011, elles ont reçu la visite de 15 330 personnes.